# Une robe noire pour un tueur
Pour plus de détails, voir Fiche technique et Distribution.
Une robe noire pour un tueur est un film français réalisé par José Giovanni, sorti en 1981.

## Synopsis
Condamné à mort pour le crime d'un policier, Simon Risler parvient à s'évader, mais il est blessé par balle par des policiers à ses trousses. Il se réfugie chez Florence Nat, son avocate, renommée pour défendre les cas désespérés. Elle demande à son ex, Alain Rivière, ancien chirurgien, de le soigner, puis de le cacher dans son repaire où il aide des drogués à se réinsérer. Assisté par son avocate, "la robe noire", Risler tente de faire la lumière sur le meurtre dont il est accusé, affaire dans laquelle des agents de la Brigade des finances sont mêlés.

## Fiche technique
- Titre : Une robe noire pour un tueur
- Réalisation : José Giovanni
- Scénario : José Giovanni
- Décors : Willy Holt
- Directeur de la photographie : Jean-Paul Schwartz
- Son : Guy Villette
- Montage : Henri Lanoë
- Musique : Olivier Dassault
- Production : Elie Kfouri - Gabriel Boustani (producteur délégué) - Georges Casati (directeur de production)
- Sociétés de production : France Régions 3 Cinéma - Selta Films - U.P.C.T.
- Société de distribution : Prodis
- Pays d'origine :  France
- Format : Couleur -
- Genre : policier
- Durée : 105 minutes
- Tournage Annie Girardot : à partir du 3 juin 1980.
- Lieux de tournage : notamment à Bréançon (95) (la ferme de la Laire), Corbeil (91) (Maison d’arrêt), Frémainville (briqueterie) ; Fresnes (parloir de la prison) ; Paris (rue de la Grande Armée ; 11 bis rue Edouard Détaille, Paris 17e : appartement de Florence ; le café face à la Prison de la Santé) ; Versailles (Palais de Justice) ; Chalifert (77) (écluse).
- Date de sortie : 14 janvier 1981

## Distribution
- Annie Girardot : Maître Florence Nat
- Claude Brasseur : Simon Risler
- Bruno Cremer : Alain Rivière
- Jacques Perrin : Lucien Lebesque
- Jean de Coninck : Inspecteur Reynolds
- Jacques Maury : le procureur de Risler
- Renaud Verley : François Risler
- Albina du Boisrouvray : l'amie de Florence
- Catherine Allégret : la femme de Reynolds
- Richard Anconina : un jeune drogué
- François-Éric Gendron : Robert, avocat
- Didier Sauvegrain : l'architecte
- Agnès Château : la femme du photographe
- Bernard Spiegel : le juge de Risler
- Pierre Danny : Pradès
- François Perrot : le procureur général
- Mathieu Schiffman : un jeune drogué
- Arielle Dombasle : la droguée à la moto
- Marc Duret : un jeune drogué
- Patrick Guillaume : un jeune drogué
- Christian Chauvaud : un journaliste
- Jean-Claude Martin : un journaliste
- Marc de Georgi : le directeur de l'IGS
- Jean Champion : le père de Reynolds
- Philippe Duclos : un jeune hébergé
- Jean Luisi : un gendarme à la ferme
- Jean-Pierre Maurin : l'adjoint de Lucien Lebesque

## Le saviez-vous?
- La scène de la guillotine a été tournée dans l'authentique maison d'arrêt de Corbeil (91), qui avait servi de lieu de tournage à la séquence finale de La Machine de Paul Vecchiali en 1977, et en 1980 également, à la fin de l'épisode "L'échafaud magique", l'adaptation télévisuelle de Fantômas par Claude Chabrol.
- Ils faisaient déjà partie de distributions de films avec Annie Girardot : Bruno Crémer dans La bande à Bonnot (1968), Mathieu Schiffman interprétait le rôle de Vincent dans La clé sur la porte (1978) et Patrick Guillaume le rôle du jeune conjuré dans La dernière nuit (TV-1980).
- Box office France : 621.384 entrées.
- José Giovanni est né le 22 juin 1923 à Paris et est décédé à Lausanne (Suisse) le 24 avril 2004.

## Annie Girardot et la critique
(Travail de recherche et archives du biographe référent d'Annie Girardot : Alan O'Dinam)
- José Giovanni déclare avoir écrit ce rôle d’avocate pour Annie. « Ca m’intéressait de la voir évoluer dans un personnage qui est une femme de caractère, qui fait face à des situations difficiles, des situations de “polar” ».
- Jacques Siclier parle, dans Télérama, de « bon film de série », précisant qu’ « Annie Girardot compose son personnage avec flamme, tout en gardant son image de vedette ».
- Marc Esposito, dans Première, dit son bonheur de ce film dans lequel « Claude Brasseur, Annie Girardot, Bruno Crémer et Jacques Perrin n’avaient pas été aussi convaincants depuis bien longtemps ».
- Michel Pérez regrette toutefois de n’avoir pu trouver, chez les personnages, la moindre densité romanesque. Il précise : « Il ne faut pas en demander tant. Annie Girardot se lance dans son numéro habituel sans trop s’occuper de ce que font ses partenaires.. ».
- Robert Chazal, au contraire, admire « la force, la spontanéité et la sensibilité d’Annie Girardot », mais Nord-Eclair regrette qu’on ait déjà beaucoup trop vu Annie Girardot en courageuse petite bonne femme.
- "Annie Girardot tellement juste, tellement sensible, tellement impressionnante, tellement attendrissante... Il était juste qu’un film de cette gravité là reposât sur elle". (Didier Decoin, V.S.D., 15-1-81)
- "Annie Girardot compose très bien, avec flamme, son personnage d’avocate tout en gardant, pour le spectateur son image de vedette". (Jacques Siclier, Le Monde, 17-1-81)
- "Annie Girardot se lance dans son numéro habituel sans trop s’occuper de ce que font ses partenaires". (Michel Pérez, Le Matin, 21-1-81)
- "Et puis il y a Mme Girardot qui girardote. Cette stakhanoviste du cinéma de consommation (à 200 briques le cacheton, le temps presse) a le trémolo programmé, la sensibilité sur commande, la prunelle en boîte automatique. Elle en remet tant que cela finit par déborder, un coup à vous noyer". (Patrice Vautier, Le Canard Enchaîné, 21-1-81)
- "Les acteurs font ce qu’ils peuvent mais comment Girardot, Brasseur, Bruno Crémer parviendraient-ils à donner vie à ces guignols ?" (Georges Charensol, Les Nouvelles Littéraires n°2771, 22-1-81)
- "Ce n’est pas un mauvais film, c’est du métier pour le réalisateur et du talent, un peu trop exhibitionniste avec Annie Girardot qui se renouvelle de moins en moins, pour les acteurs, c’est du métier et du talent dépensés pour pas grand-chose, sinon pour rien".  (A.C., L’Humanité, 28-1-81)
- "Annie Girardot, toujours la même dans son numéro de dame incorruptible, lissée par le rôle, tellement banale qu’on finit par regretter sa fantaisie passée quand elle était l’inoubliable “Madame Marguerite” au théâtre". (Anne de Gaspéri, Le Quotidien de Paris, 9-2-81)